# NK Olimpija Ljubljana
NK Olimpija Ljubljana este un club de fotbal din Ljubljana, Slovenia.

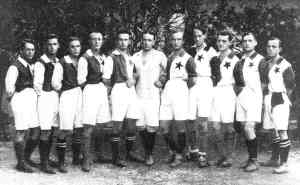
Ilirija în 1920

## Titluri
Numărul de titluri: 23
- Prima Ligă Slovenă:

- Campioni (14): 1920, 1920-21, 1921-22, 1922-23, 1923-24, 1924-25, 1925-26, 1926-27, 1929-30, 1931-32, 1933-34, 1934-35, 1935-36, 1940-41

Nu a fost nici o competiție națională în  anii 1942-1990.
- PrvaLiga (Slovenia)

- Campioni (4): 1991-92, 1992-93, 1993-94, 1994-95
- Vice-campioni (3): 1995-96, 2000-01, 2003-04

- Cupa Sloveniei

- Campioni (4): 1992-93, 1995-96, 1999-00, 2002-03
- Finaliști (3): 1991-92, 1998-99, 2000-01

- Cupa Iugoslaviei

- Finaliști: 1970

- Supercupa Sloveniei

- Campioni: 1995

## Jucători notabili
| Slovenia - Branko Oblak - Srecko Katanec - Danilo Popivoda - Vili Ameršek - Marko Elsner - Džoni Novak - Robert Englaro - Aleš Čeh - Boštjan Cesar - Primož Gliha - Milan Osterc - Samir Zulič - Milivoje Novakovič - Mladen Rudonja - Ermin Šiljak - Sebastjan Cimirotič - Aleksander Knavs - Marko Simeunovič - Dušan Kosič - Branko Ilič - Milenko Ačimovič - Anton Žlogar - Miran Pavlin - Jani Pate | Bosnia și Herțegovina - Tarik Hodžić - Alen Škoro Croația - Fausto Budicin - Robert Prosinečki Serbia - Radoslav Bečejac - Mihailo Petrović - Miloš Šoškić Albania - Kliton Bozgo - Edmond Dosti Macedonia - Milko Gjurovski |